# Așgabat
Aşgabat (în rusă Aшхабад, transliterat: Așhabad, în persană عشق آباد, pronunțat Așq-abat) este capitala Turkmenistanului și cel mai mare oraș al țării. Potrivit estimărilor din 2009, populația Aşgabatului era de circa 1.000.000 de locuitori. Orașul a fost fondat de ruși în anul 1869, după anexarea regiunii munților Kopetdag de către Imperiul Rus. Este situat între Deșertul Karakum și zona munților Kopetdag, la 250 de kilometri de al doilea cel mai mare oraș din Iran, Mashhad.

## Toponimie
Numele turkmen al orașului este Aşgabat și se poate traduce prin „Orașul dragostei” (așg „dragoste”, abat „oraș”). În perioada Imperiului Rus, precum și în perioada sovietică, era folosită denumirea în limba rusă: Ашхабад, transcris Așhabad. Orașul a purtat și numele de Полторацк, transcris Poltorațk, din 1919 până în 1927, în onoarea unui revoluționar comunist din zonă, Pavel Poltorațki, după care s-a revenit la vechea denumire. Uneori se întâlnesc variantele intrate în limba română, prin intermediar englez, provenind din limba turkmenă: Ashgabat sau din limba rusă: Ashkhabad.

## Geografie
Orașul Aşgabat este situat într-o oază, la poalele munților Kopetdag, între Deșertul Karakum și zona munților Kopetdag, la 250 de kilometri de al doilea cel mai mare oraș din Iran, Mashhad.
Orașul Aşgabat este situat pe coordonatele geografice:
- 37°58’N,
- 58°20’E.

### Clima
Lanțul montan Kopetdag se află la circa 25 de kilometri spre sud, iar limita nordică a orașului Aşgabat atinge deșertul Kara-Kum. De aceea, Aşgabat are un climat arid cu veri calde și uscate și ierni blânde și scurte. Temperaturile verii pot ușor atinge 45 °C (113 °F), în timpul unor lungi perioade. Lunile, din iunie până în august, sunt calde, cu temperaturi nocturne care nu scad sub 30 °C (86 °F). De notat că toamna este mai puțin caldă, dar în timpul zilei, temperaturile pot încă atinge 35 °C (95 °F), în timp ce nopțile sunt plăcute, prin răcoarea lor. În mod normal, iarna începe în decembrie. Ninsorile sunt rare, dar plouă abundent. De obicei, temperaturile iernii se situează între 10° - 15 °C (50° - 60 °F), rar pot să scadă sub -10 °C (14 °F), în ianuarie. Cea mai joasă temperatură a fost înregistrată în ianuarie 1969: -28 °C (-18 °F). Datorită căldurii extreme din timpul verii, pot fi întâlnite frecvent, peste tot, aparate de aer condiționat, iar oamenii evită să iasă până la apusul soarelui.
| Date climatice pentru Ashgabat     | Date climatice pentru Ashgabat | Date climatice pentru Ashgabat | Date climatice pentru Ashgabat | Date climatice pentru Ashgabat | Date climatice pentru Ashgabat | Date climatice pentru Ashgabat | Date climatice pentru Ashgabat | Date climatice pentru Ashgabat | Date climatice pentru Ashgabat | Date climatice pentru Ashgabat | Date climatice pentru Ashgabat | Date climatice pentru Ashgabat | Date climatice pentru Ashgabat |
| Luna                               | Ian                            | Feb                            | Mar                            | Apr                            | Mai                            | Iun                            | Iul                            | Aug                            | Sep                            | Oct                            | Nov                            | Dec                            | Anual                          |
| ---------------------------------- | ------------------------------ | ------------------------------ | ------------------------------ | ------------------------------ | ------------------------------ | ------------------------------ | ------------------------------ | ------------------------------ | ------------------------------ | ------------------------------ | ------------------------------ | ------------------------------ | ------------------------------ |
| Maxima medie °C (°F)               | 8.6 (47,5)                     | 11.2 (52,2)                    | 16.5 (61,7)                    | 24.1 (75,4)                    | 30.1 (86,2)                    | 36.0 (96,8)                    | 38.3 (100,9)                   | 37.2 (99)                      | 31.7 (89,1)                    | 24.3 (75,7)                    | 16.8 (62,2)                    | 10.4 (50,7)                    | 23,8 (74,8)                    |
| Media zilnică °C (°F)              | 3.5 (38,3)                     | 5.5 (41,9)                     | 10.4 (50,7)                    | 17.4 (63,3)                    | 23.3 (73,9)                    | 29.0 (84,2)                    | 31.3 (88,3)                    | 29.6 (85,3)                    | 23.6 (74,5)                    | 16.5 (61,7)                    | 10.2 (50,4)                    | 5.1 (41,2)                     | 17,1 (62,8)                    |
| Minima medie °C (°F)               | −0.4 (31,3)                    | 1.0 (33,8)                     | 5.5 (41,9)                     | 11.6 (52,9)                    | 16.6 (61,9)                    | 21.5 (70,7)                    | 23.8 (74,8)                    | 21.7 (71,1)                    | 16.1 (61)                      | 10.1 (50,2)                    | 5.2 (41,4)                     | 1.2 (34,2)                     | 11,2 (52,2)                    |
| Minima istorică °C (°F)            | −24.1 (−11.4)                  | −20.8 (−5.4)                   | −13.3 (8,1)                    | −0.8 (30,6)                    | 1.3 (34,3)                     | 9.2 (48,6)                     | 13.8 (56,8)                    | 9.5 (49,1)                     | 2.0 (35,6)                     | −5.1 (22,8)                    | −13.1 (8,4)                    | −16 (3)                        | −24,1 (−11,4)                  |
| Precipitații mm (inches)           | 20 (0.79)                      | 24 (0.94)                      | 41 (1.61)                      | 32 (1.26)                      | 21 (0.83)                      | 6 (0.24)                       | 3 (0.12)                       | 2 (0.08)                       | 3 (0.12)                       | 10 (0.39)                      | 19 (0.75)                      | 20 (0.79)                      | 201 (7,91)                     |
| Umiditate [%]                      | 78                             | 72                             | 66                             | 58                             | 47                             | 35                             | 34                             | 34                             | 40                             | 54                             | 68                             | 77                             | 55                             |
| Nr. mediu de zile ploioase         | 9                              | 9                              | 13                             | 12                             | 10                             | 5                              | 3                              | 2                              | 3                              | 6                              | 8                              | 10                             | 90                             |
| Nr. mediu de zile cu ninsoare      | 5                              | 5                              | 1                              | 0.03                           | 0                              | 0                              | 0                              | 0                              | 0                              | 0.1                            | 1                              | 3                              | 15                             |
| Ore însorite                       | 112.7                          | 119.4                          | 146.2                          | 194.4                          | 275.1                          | 335.5                          | 353.8                          | 348.1                          | 289.2                          | 216.8                          | 157.2                          | 104.4                          | 2.652,8                        |
| Sursa nr. 1: Pogoda.ru.net         |                                |                                |                                |                                |                                |                                |                                |                                |                                |                                |                                |                                |                                |
| Sursa nr. 2: NOAA (sun, 1961–1990) |                                |                                |                                |                                |                                |                                |                                |                                |                                |                                |                                |                                |                                |

### Economie
Aşgabat este un centru industrial (industrie alimentară, construcții de mașini, ciment, produse de bumbac, mătase, covoare, pielărie).
Din anul 1962, este alimentat cu apă din fluviul Amu-Daria, prin canalul Karakum, lung de 1375 de kilometri, unul dintre cele mai lungi din lume.

#### Transporturi
Orașul Aşgabat este un important nod de comunicații, fiind străbătut de prelungirea drumului european E60, care ajunge până la granița cu China, precum și de calea ferată Trans-Caspică.
Orașul este deservit de Aeroportul Aşgabat. Sediul companiei de aviație Turkmenistan Airlines se află în oraș.

### Demografie
Majoritatea populației o formează turkmenii. Minorități etnice importante sunt rușii, armenii și azerii.
În ultimii 50 de ani, numărul locuitorilor orașului Așgabat a evoluat crescător:
- 1961 - 187.000 de locuitori,
- 1975 - 228.000 de locuitori,
- 1989 - 398.000 de locuitori,
- 2001 - 695.300 de locuitori,
- 2004 - 773.400 de locuitori,
- 2005 - 797.900 de locuitori,
- 2009 - cca 1.000.000 de locuitori,
- 2012 - 1.031.992 de locuitori.

#### Religie
Marea majoritate a locuitorilor orașului sunt musulmani sunniți, dar există și minorități creștine, îndeosebi ruși și armeni.

## Istorie
Aşgabat este un oraș relativ recent, apărut dintr-un sat, cu același nume, fondat în 1818. Este localizat nu departe de Nisa, veche capitală a Parției și de ruinele de la Konjikala, cetate aflată pe drumul mătăsii, care a fost distrusă de mongoli, în secolul al XIII-lea. După aceea, a supraviețuit ca un sat mic până când rușii l-au luat în secolul al XIX-lea.
În 1869, soldații ruși au construit o fortăreață în apropierea satului. Acest lucru i-a atras rapid pe negustori. Orașul Aşgabat s-a dezvoltat în jurul unei baze militare rusești care fusese construită în 1881, la răscrucea mai multor căi de caravană. 
Rusia țarilor a anexat regiunea în 1884, și a hotărât să dezvolte orașul ca un centru comercial, aflat în apropierea Persiei (actualul Iran). A devenit un oraș plăcut, cu construcții în stil european, cu magazine și hoteluri. 
Aici a fost construit primul templu Baha’í din lume, în 1909, dar puterea sovietică l-a transformat în galerie de artă. În timpul cutremurului devastator din 1948, a suferit distrugeri importante, iar în anul 1963, fost demolat complet.
Cu racordarea la calea ferată Trans-Caspică, cale ferată care leagă Kazahstanul și Uzbekistanul de Marea Caspică, orașul Aşgabat s-a extins, în mod continuu, începând din 1885.
Puterea sovietică a fost înființată în Aşgabat, în decembrie 1917. Totuși, în iulie 1918 o coaliție formată de menșevici, social-revoluționari și ofițeri din fosta Armata Imperială Rusă s-a răsculat împotriva statului bolșevic cu centrul regional la Tașkent și a stabilit la Așhabad / Aşgabat sediul Comitetului Executiv. După ce această coaliție a primit un oarecare sprijin (dar mult mai multe promisiuni) de la generalul Malleson, britanicii s-au retras în aprilie 1919, iar puterea sovietică de la Tașkent a reluat controlul asupra orașului. 
În iulie 1919, orașul a fost redenumit de către puterea sovietică Poltorațk (în rusă Полторацк), în onoarea lui Pavel Poltorațki, un lider comunist din zonă. Numele de Așhabad / Aşgabat a fost restabilit în 1927, în scopul întăririi poziției partidului comunist în Turkmenistan. De atunci, orașul a cunoscut o creștere și o industrializare importantă, întreruptă de un puternic cutremur de pământ, (7,3 pe scara Richter), care a zguduit regiunea, la 6 octombrie 1948. Se presupune că acest cutremur ar fi ucis peste 110-176.000 de persoane, adică 2/3 din populația localității. Însă numărul oficial al deceselor, anunțat de sovietici, a fost de doar 40.000. După cutremur, orașul a trebuit să fie refăcut din temelii.
În anul 1974, orașul a suferit, ca urmare a unui nou cutremur de pământ (de 4,5 pe scara Richter). Au murit atunci circa 30.000 de persoane, iar alte peste 1000.000 de persoane au avut de suferit.
Ca urmare a declarării independenței Turkmenistanului, la 27 octombrie 1991, orașul Aşgabat a devenit capitală noului stat suveran.

### Aşgabat, repere istorice
- 1882-1918 – centru administrativ al regiunii Transcaspice a Imperiului Rus;
- 1919-1925 – centru administrativ al regiunii Turkmene, din RSSA Turkestan;
- începând cu februarie 1925 – capitala RSS Turkmene;
- începând cu octombrie 1991 – capitala Turkmenistanului independent.

## Cultură
Aşgabat este un centru cultural. În oraș, funcționează studiouri cinematografice, o academie de științe, o universitate, muzee, o grădină botanică.

### Monumente
- Monumentul Independenței
- Clădirea Parlamentului Turkmen (Mejlis)
- Statuia din aur a lui Saparmurat Niyazov
- Monumentul cailor turkmeni
- Arcul Neutralității

## Galerie de imagini

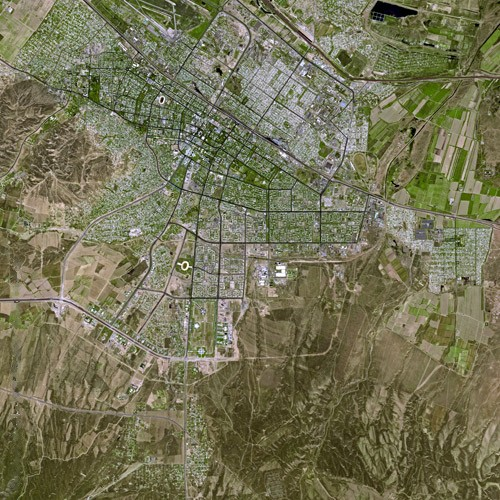
Așgabat: fotografie din satelit
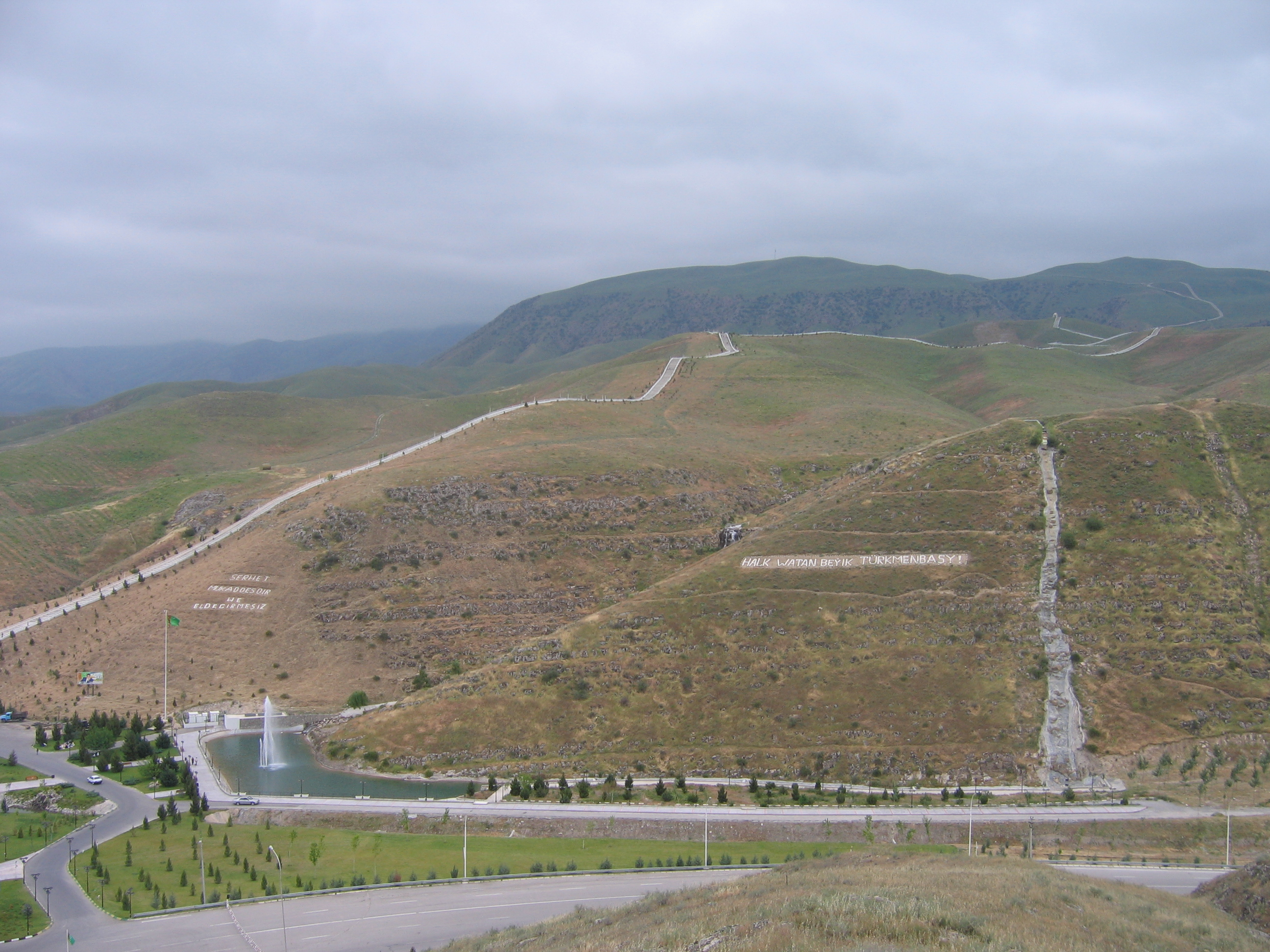
Drumul sănătății
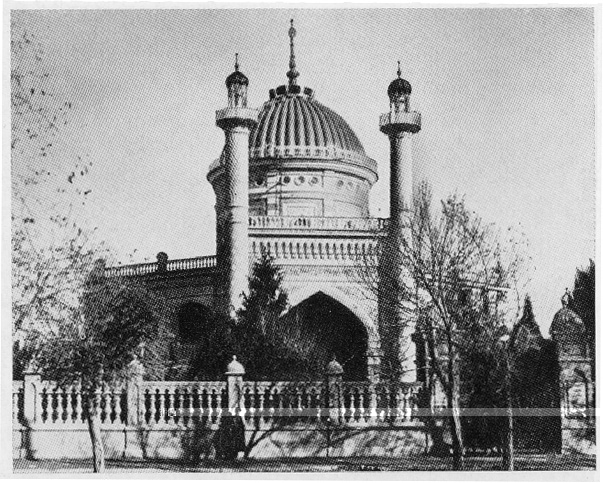
Primul templu Bahá'í, demolat complet, în anul 1963.
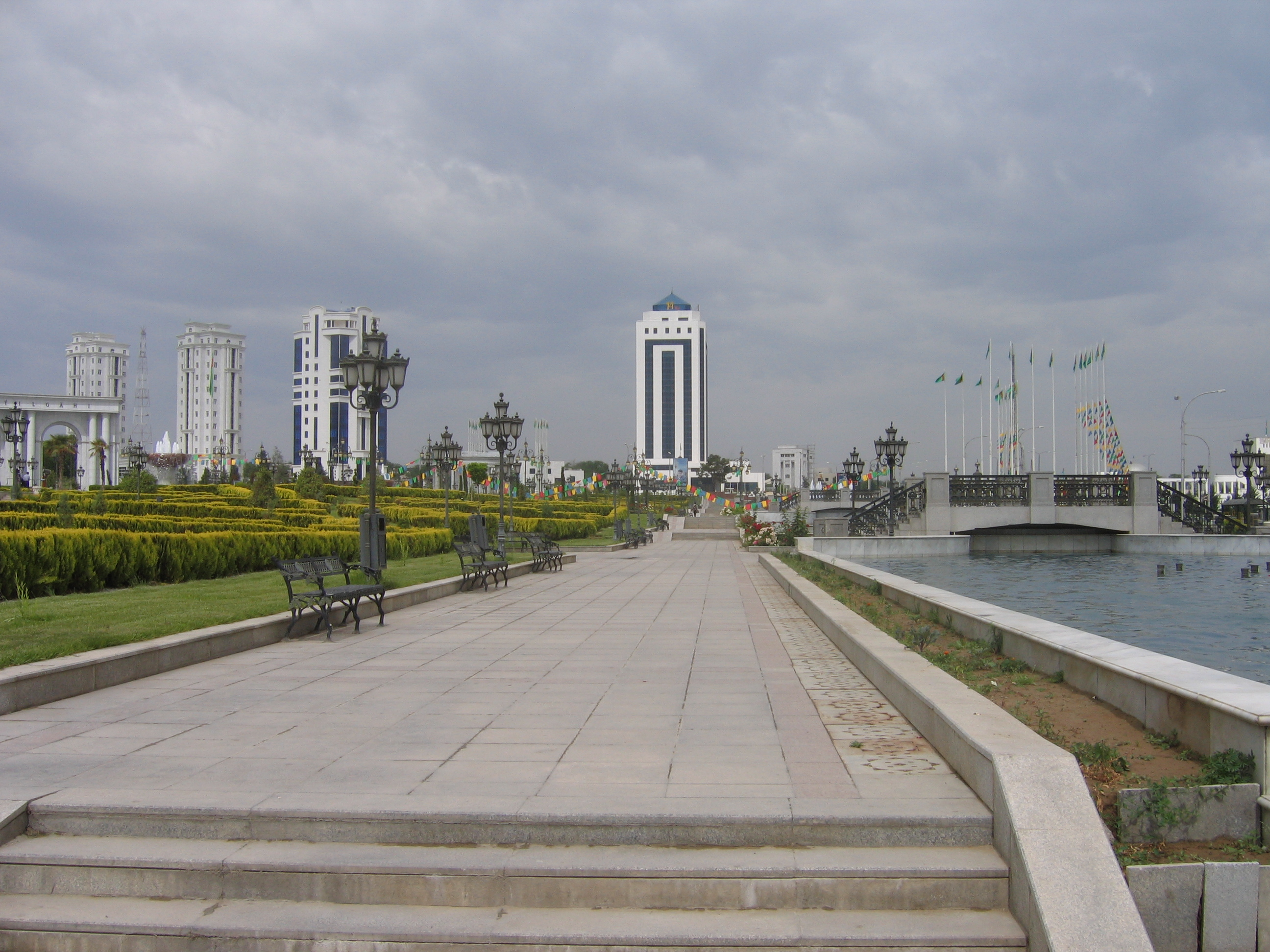
Vedere spre parcul orașului Așgabat

## Imagine panoramică a orașului Aşgabat

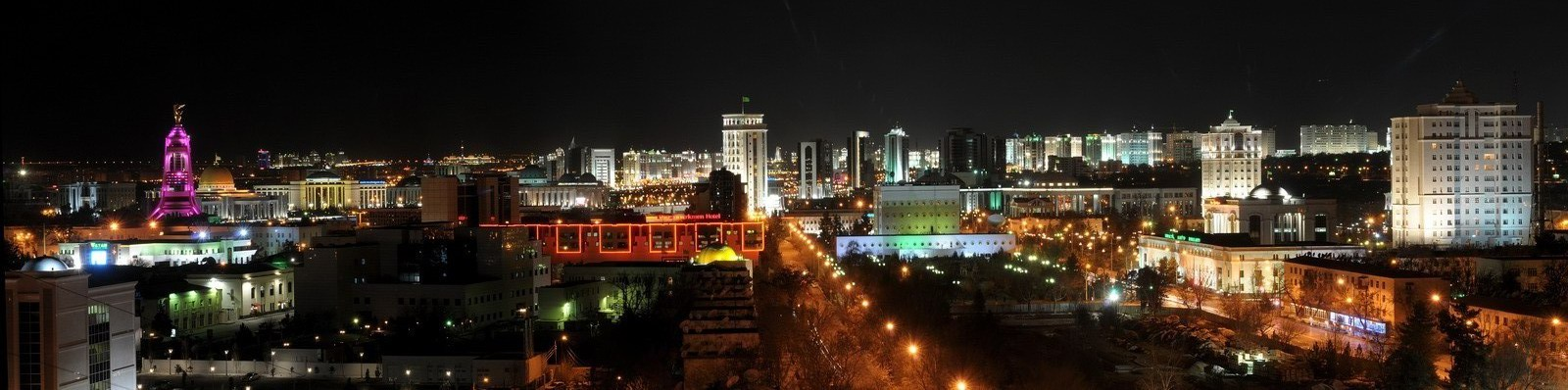
Panoramă nocturnă a oraşului Aşgabat

## Personalități legate deAşgabat
- Boris Kozo-Polianski (n. 1890, Așgabat  - 1957, Voronej), botanist sovietic;
- Gurbannazar Așirov (n. 1974 în Aşgabat), om politic turkmen și vicepremier;
- Sergei Balassanian, compozitor sovietic;
- Saparmurat Niyazov, primul președinte al Turkmenistanului independent;
- Dmitri Șepilov, om politic sovietic;
- Galina Șatalova (1916, Așgabat - 2011, Regiunea Moscova), neurochirurg și nutriționist, șeful departamentului de selecție și pregătire a cosmonauților;
- Inha Babakova (n. 1967), atletă ucraineană;
- Rolan Gusev (n. 1977), fotbalist rus.

## Orașe înfrățite
- Albuquerque, New Mexico, Statele Unite ale Americii[16]
- Atena, Grecia[16]
- Bamako, Mali[16]
- Ankara, Turcia[16][17]
- Lanzhou, Republica Populară Chineză[16]
- Aktau, Kazahstan[16]
- Kiev, Ucraina[18][19]